# 雲紋榧螺
雲紋榧螺（学名：Olivella spretoides）为榧螺科小彈頭螺屬下的一个种。